# インターチェンジ

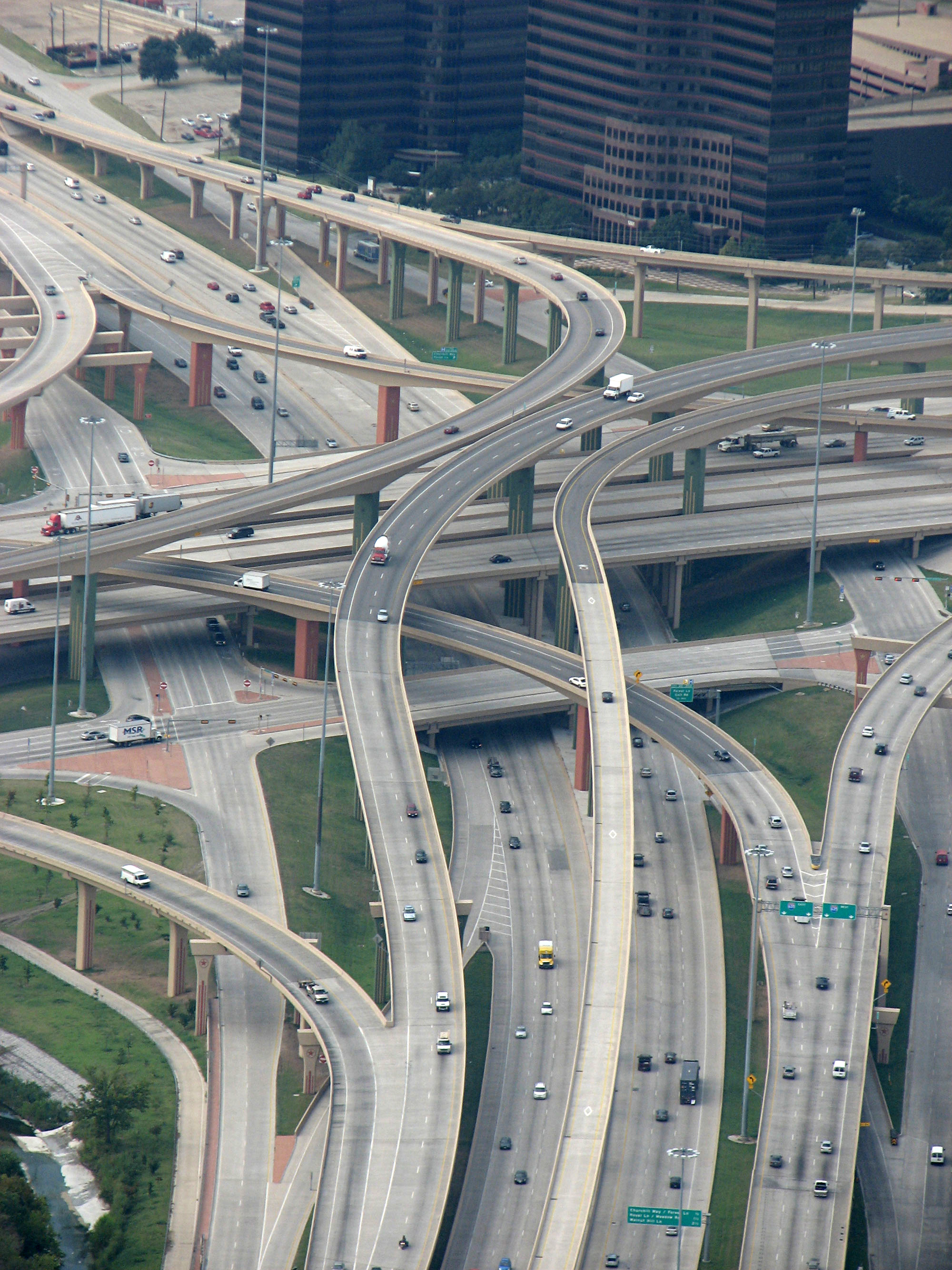
アメリカ合衆国・ダラスのハイ・ファイブ。インターチェンジの構造の一例。

インターチェンジ（英: interchange）は、複数の道路を相互に接続する施設であり、幹線道路（主に高速道路）同士および一般道路が交差または近接する箇所に設けられる。交差点の一種だが、多くは幹線道路の交通の流れを妨げないように立体的構造を持つものをインターチェンジと称する。
幹線道路（本線）への流入出口として機能する一方通行の道路「ランプ」が設けられ、そこで車は十分加速して本線の交通の流れにスムーズに合流が可能となっている。
なお日本では、高速道路同士を接続する施設に対しては、「ジャンクション」の名で呼ばれることが多い。

## 機能
高速道路（および一部の一般道路）は、沿道制限が行われ、インターチェンジと呼ばれる特定の地点からのみ出入りが許されるシステムになっている。インターチェンジの配置は高速道路の機能と効用を効率的に発揮させる要となる。

### 付番
日本（高速道路）、ドイツ（アウトバーン）、フランス（オートルート）、イギリス（モーターウェイ）、韓国ではほぼ同じようにインターチェンジごとに付番されるが、フランスではジャンクションには番号が振られない。また、日本とイギリスでは一般道からのインターチェンジ入口にも番号が振られた案内標識が存在するが、ドイツ、フランス、韓国の入口案内の標識には番号が入っていない。イタリア（アウトストラーダ）にはインターチェンジ番号自体がなく、地名のみで案内している。

### 形状と分類
インターチェンジの形状を選定するにあたっては交差道路の種類、料金所の有無、ランプの交通量、安全性を考慮して検討が行われる。特に平面交差や織り込みの有無は重要な問題となる。
交通動線の処理方法により完全立体交差型（平面交差を全く設けない）、不完全立体交差型（平面交差を1ヶ所以上設ける）、織り込み型（平面交差は含まないが織り込み部がある）の3種に大別される。完全立体交差型の代表格がトランペット型やY型で、高速道路相互または高速道路と一般道路との接続に多く用いられる。不完全立体交差型の代表格がダイヤモンド型や平面Y型で、高速道路と交通量の多くない一般道路、あるいは一般道路同士の接続に多く用いられる。前者は後者に比べて安全性が高いが、用地面積や構造物を多く必要とするため、コストは高くつく。日本では、設置スペースが比較的小さく済むトランペット型やY型が多い。
| 名称                                                | 代表例 | イメージ                                            | 事例                                     |
| --------------------------------------------------- | --- | --------------------------------------------------- | ---------------------------------------- |
| トランペット型                                      | - 名神高速道路 - 北陸自動車道 米原JCT | トランペット型                                      | カナダ・オタワ                           |
| Y型（直結Y型）                                      | - 首都高速道路 小菅JCT、 堀切JCT、 江北JCT、 板橋JCT、東海環状自動車道-豊田東ジャンクション | Y型                                                 |                                          |
| Y型（準直結Y型）                                    | - 東北自動車道 仙台宮城IC - 名阪国道 針IC | Y型                                                 | カリフォルニア州・サンノゼ               |
| Tボーン型                                           | - 東北自動車道 郡山IC - 磐越自動車道 小野IC - 長野自動車道 岡谷IC - 北陸自動車道 美川IC - 中央自動車道 土岐IC - 沖縄自動車道 北中城IC                                                                                                 | Tボーン型                                           |                                          |
| ダイヤモンド型                                      | - 東名高速道路 裾野IC - 名神高速道路 尼崎IC - 阪和自動車道 岸和田和泉IC - 西名阪自動車道 法隆寺IC - 首都圏中央連絡自動車道 幸手IC - 山陽自動車道 龍野IC - 中部横断自動車道 佐久北IC                                                   | ダイヤモンド型                                      | オハイオ州・ファイエット郡               |
| 完全ダイヤモンド型                                  | - | 完全ダイヤモンド型                                  |                                          |
| ダンベル型                                          | - 山陰自動車道 大田朝山インターチェンジ（改修前） | ダンベル型                                          |                                          |
| 折畳みダイヤモンド型 (部分的クローバー型とも)       | - 日本海東北自動車道 松ヶ崎亀田IC - 椎田道路 築城IC（改築前） - 東九州自動車道 曽於弥五郎IC - 保土ヶ谷バイパス 本村IC、新桜ヶ丘IC - 猿投グリーンロード 中山IC                                                                         | 折畳みダイヤモンド型(折畳み部分的クローバー型とも)  |                                          |
| 3層ダイヤモンド型                                   | - 国道16号東大宮バイパス - 埼玉県道5号さいたま菖蒲線 原市（中）交差点 | 3層ダイヤモンド型                                   |                                          |
| 分岐ダイヤモンド型                                  | - | 分岐ダイヤモンド型                                  | ユタ州・ソルトレイク郡                   |
| 平面Y型                                             | - 関越自動車道 水上IC - 北陸自動車道 能生IC - 山形自動車道 庄内あさひIC - 道東自動車道 千歳東IC - 東海北陸自動車道 郡上八幡IC - 日本海東北自動車道 大内JCT                                                                            | T型                                                 |                                          |
| クローバー型 （クローバーリーフ型とも）             | - 九州自動車道 鳥栖JCT - 国道16号袖ヶ浦IC - 国道357号浦安IC | クローバー型                                        | トルコ・イスタンブール                   |
| 不完全クローバー型 （不完全クローバーリーフ型とも） | - 東名阪自動車道 - 名阪国道 亀山IC - 名神高速道路 大垣IC - 宮崎自動車道 - 東九州自動車道 清武JCT - 国道254号 - 国道463号 - 埼玉県道109号新座和光線 英IC - 名阪国道 神野口IC                                                           | B2 · A4                                             | カナダ・オンタリオ州                     |
| 半クローバー型                                      | - 東名高速道路 厚木IC - 名神高速道路 栗東IC - 中国自動車道 宝塚IC （いずれも一般道との接続部分） | 半クローバー型                                      |                                          |
| 対向ループ型                                        | - 東京外環自動車道 - 東北自動車道 - 首都高速道路 川口JCT - 横浜新道 - 保土ヶ谷バイパス 新保土ヶ谷IC | Two-level cloverstack型 · Three-level cloverstack型 | オランダ・Knooppunt Ridderkerk           |
| タービン型                                          | - 東京外環自動車道 - 常磐自動車道 - 首都高速道路 三郷JCT - 第二京阪道路 - 京滋バイパス 久御山JCT - 大阪中央環状線 - 新御堂筋 千里IC - 東九州自動車道 - 九州中央自動車道 - 延岡インターアクセス道路 延岡JCT/IC・東名高速道路 - 豊田JCT | Two-level Turbine · Three-level Turbine             | イリノイ州・シカゴ                       |
| 二層ラウンドアバウト型 （ロータリー型）             | - 首都高速道路 箱崎ロータリー - 山陰自動車道 大田朝山インターチェンジ（改修後） | ロータリー型                                        |                                          |
| 三層ラウンドアバウト型                              | - Kinsale Road Roundabout（アイルランド・コーク） - Denham Roundabout（英国・Denham） - Staples Corner（英国・ロンドン） - 北緯52度23分04秒 東経4度42分27秒 / 北緯52.384416度 東経4.707492度                                          | Roundabout interchange                              | チェコ・パルドゥビツェ州                 |
| 3方向ラウンドアバウト型                             | - 韓国の第二自由路（제2자유로）韓流ワルドIC | 3方向ラウンドアバウト型                             |                                          |
| スタック型                                          | - 阪神高速道路 北港JCT - Four Level Interchange（カリフォルニア州・ロサンゼルス） - High Five Interchange（テキサス州・ダラス） | 4層構造型                                           | 中国・上海市                             |
| 風車型                                              | - | 風車型                                              |                                          |
| 分岐風車型                                          | - | 分岐風車型                                          |                                          |
| 分割バレーボール型                                  | - | 分割バレーボール型                                  |                                          |
| Uターン型                                           | - 新名神高速道路 - 亀山連絡路 亀山西JCT | Uターン型                                           |                                          |
| 3/4バレー型                                         | - | 3/4バレー型                                         |                                          |
| 両方向型                                            | - 名古屋高速道路2号東山線 吹上東出入口/吹上西出入口（2つの出入口のランプが交差） - 道央自動車道 札幌南IC | 両方向インターチェンジ型                            | カナダ・オンタリオ州・バスケットウィーブ |
| 一点都市型                                          | - 東京外環自動車道 - 首都高速5号池袋線 - 首都高速埼玉大宮線 美女木JCT - 九州自動車道 - 指宿スカイライン - 南九州西回り自動車道 - 鹿児島東西幹線道路 鹿児島IC                                                                          | 一点都市型                                          | フロリダ州・オーランド                   |

### インターチェンジ周辺に立地する施設
基本的には一般道路の幹線道路に準じる。ガソリンスタンド、駐車場を備えた飲食店（ファミリーレストラン、ドライブインなど）など乗用車の利用者向け店舗が多い。また娯楽施設としてボウリング場、パチンコ店なども見られる。自動車販売店や、インターチェンジの物流機能を期待して工場・倉庫・トラックターミナルなども多く周辺自治体も流通や工業などの企業団地を造成することが多い。
このほかに特徴的なものとして、ラブホテルまたはモーテルがしばしば見られ、多数立地することも多い。特に周辺部が文教地区や住宅地である場合、風紀や教育環境を乱すとしてトラブルも起きる。自動車の増加による騒音・大気汚染などの他にこのことがインターチェンジ建設への反対要因となることもある。
観光地周辺のインターチェンジではみやげ物の店舗も多い。
その他、近年ではショッピングセンター・スーパーマーケットなど、ロードサイド店舗の集積による大規模開発もしばしば見られる。特に無料道路においては、サービスエリアやパーキングエリアの代替として道の駅・コンビニ・飲食店などをインターチェンジ周辺に設ける個所もある。
また、高速道路を利用して搬送を行うことから高次救急医療機関が立地することや、インターチェンジが遠い場合は救急車緊急退出路が整備されることもあり、道路事業の整備効果として三次救急医療機関への時間短縮が挙げられることも多い。

## 日本のインターチェンジ
日本でのインターチェンジは、道路法（昭和二十七年六月十日法律第百八十号）第四十八条の三に定義された「自動車専用道路の部分を道路、軌道、一般自動車道又は交通の用に供する通路その他の施設と交差させようとする場合の当該交差の方式」に規定された立体交差となる施設であり、インターチェンジの所属する道路の道路管理者（国土交通省、道路管理会社、都道府県など）が管理し名称等を決定している。
- 「インターチェンジの構造」は、複数の道路との間をランプを介して接続し、交差は立体交差となっている構造である[注 6]。
  - 道路構造令における第1種の高速自動車国道、および自動車専用道路の場合は、第3種や第4種とランプで接続しているインターチェンジの構造のとき、インターチェンジとしている。
  - 道路構造令における第2種の都市高速道路などは、インターチェンジの構造であってもランプが1本や2本など少ないこともあり、特にインターチェンジの名称はつけていないことがほとんどである（例：福岡高速環状線天神北出入口（天神北ランプ）など）。
  - 道路構造令における第1種の高速自動車国道、および自動車専用道路や第2種の都市高速道路などのそれぞれをランプで接続している構造は、インターチェンジの構造であるが特にジャンクションとしている。
  - 道路の本線車道は、インターチェンジに含まれない。また、複数の道路の本線車道の相互が直接接続する場合は、インターチェンジではない。
  - 一般道路などでは、インターチェンジの構造であっても、名称にインターチェンジを用いないこともある。

道路構造令では、第1種と第2種の道路はほかの道路との接続はランプで接続しなければならない。ただし、本線車道の相互での平面接続は可能である（交差は不可）が、実際としては交通障害にならないような連続する構造がもっぱらである（高速道路での左右ルートへの分流・合流する箇所など）。
道路立体交差のうち、「ランプが複数ある構造の施設」が「インターチェンジ構造の施設」であり、そのインターチェンジ構造の施設の一部に○○インターチェンジと名称がつけられている。ジャンクションとは、インターチェンジ構造の施設であり構造上では何らインターチェンジと変わりはない。

### 位置選定
インターチェンジの位置は周辺の交通、土地利用などの社会的条件、地形や地質などの自然条件を踏まえて決定される。選定の過程は概略の位置を決めて、これを細部にかけて検討・修正して最適な位置に近づけていく。こうして検討を経て、工業地帯や大都市周辺では5〜10 km、平地で小都市が点在するような場所では15〜25 km、山地部では20〜25 km間隔でインターチェンジが設けられる。しかし、建設費を抑えたインターチェンジを設ける場合はより細かい間隔でインターチェンジを設ける方が適切なことがある。

### 名称
名称は、立地する都市名や自治体名などの地名をつけるのが一般的である。しかし、同じ都市にインターチェンジが複数ある場合などは「京都南」「京都東」のように地名のあとに方角などをつけて区別する。これは日本の鉄道駅の名称のつけ方（「西青山駅」「東青山駅」）とは逆になっている。
また、2つの自治体にまたがるなどして設置されたインターチェンジは、名称確定時に両自治体間で衝突が発生することがある。そのような場合、2つの自治体名を連ねて名称とすることが多い（太田桐生IC、佐野藤岡IC、三条燕IC、士別剣淵ICなど）。
さらに、インターチェンジ名の重複が起こらないよう後から作られたインターチェンジ名称を設定している。北陸道の朝日ICと伊勢湾岸道のみえ朝日ICのケースなどがある。ただし、「高速道路ファン手帳」の著者・佐滝による調査によれば、奈良県大和郡山市の西名阪道郡山ICと福島県郡山市の東北道郡山ICは重複している。
計画段階においては、主に立地する自治体名や接続する道路名などが仮称として用いられ、開通間近になると確定される（JCTなども同じ）。その他、自治体名の変更 や施設自体の変更により変更される場合がある。また、開通後の名称変更は原則的に行われないが、中には例外もある。
英語名称では、地名以外が含まれているインターチェンジ名は空港近隣のインターチェンジ（関西空港IC）などを除き従来はすべて日本語読みのままで表記していたが、最近では地名以外の部分は英語表記にされる場合もある（八千穂高原IC→Yachiho Heights）。
民間施設に直結した多気ヴィソンSICは、直結する民間施設VISON（ヴィソン）に由来する名称であるが、前述の通りインターチェンジの名称は地名であることが一般的なため、民間施設周辺の字名が「ヴィソン」に変更された。

### インターチェンジ番号
日本の高速道路においては、インターチェンジ（入口・出口）およびジャンクションに起点から終点に向けて連番でナンバリングを行っている。現在、日本の高速道路で「1」から連続で続く最大値は「75」 の三陸沿岸道路の八戸是川ICである。これは三陸沿岸道路が東日本大震災からの復興を目的とした「復興道路」に位置付き、平時には暮らしを支え（医療サービス、産業、観光）、災害時には命を守る（避難、救命救急、復旧）という機能を持った道路整備を行うために、一部を除き簡易型のハーフICとしたり、ICの設置場所についても柔軟に設置を行なったりしたためである（変則的な番号配置である圏央道・東京外環を含めると「110」の木更津JCT、インターチェンジ単独では「105」の木更津東ICがある）。
基本的に起点（東名高速道路、中央自動車道、東北自動車道などの縦貫道ではもっとも東京に近いICまたはJCT、支線では縦貫道から分岐するジャンクションが起点とされ（支線の場合はジャンクションの隣のICから）、1番が振られることが多い）から終点に向かって番号が振られていくが、開通当初より設置する計画があるが供用が遅れる場合にその施設を一時的に欠番とする（たとえば東名高速道路の場合、起点の東京ICの次は東名川崎ICであるが、その間に東京外かく環状道路とのJCTの設置が予定されているため、番号は1番から3番に飛ぶ）、幹線の道路から分岐するためあえて終点から番号を振る（北陸自動車道・長崎自動車道など）、全線開通すると環状道路となるため通しの番号が振りにくく、ジャンクションを過ぎることでインターチェンジ番号を繰り上げる（首都圏中央連絡自動車道および東京外環自動車道。ただし圏央道のジャンクションには縦貫道の番号のみが付けられている）などの例外も存在する。
道央自動車道では、以前は都心の札幌を中心として南北に延びる形になっているためにほかの路線とはつけ方が大きく異なり、札幌JCT（開通当初は札樽自動車道と接続されていなかったことから設置がなく後に設置されたために番号は1番ではなく1-1だった）の隣のICから南北方向にそれぞれ振られていたが、2018年（平成30年）12月に、大沼公園ICの「6」から士別剣淵ICの「48」までスマートインターチェンジを含め連続した番号に変更することが発表された。その際、当時開通前だった苫小牧中央ICのことを考慮し、「21」は一時的に欠番となっていた。
欠番がない既存のインターチェンジの途中区間にインターチェンジが追加された場合、その都度番号を振り直すのは大変であるため、ハイフンを用いて枝番としている（ただし、旭川紋別自動車道 愛山上川IC（2-1）、関越自動車道 赤城IC（12-1）・塩沢石打IC（16-1）、磐越自動車道 郡山東IC（3-1）などのように追加ICではないにもかかわらず例外で枝番が振られた例がある）。さらに追加された場合は枝番が大きくなるが、小さい数字の側に追加された場合、番号が振り直される（例：常磐自動車道流山ICは当初「1-1」だったが、IC番号「1」の三郷インターチェンジとの間に三郷料金所スマートICが設置されたことにより「1-2」に振り直された）。また、枝番においても追加設置計画がある場合、あえて欠番にしておくこともある（例：IC番号「5-1」の中国自動車道神戸JCTが開通する前より神戸三田ICの番号は「5-2」だった）。設置当初は枝番ではなかったが、起点側に新たにインターチェンジが追加されて枝番に改められたインターチェンジも存在する（例：東海北陸自動車道の一宮西ICは当初「1」だったが、さらに起点側に一宮稲沢北ICが開業したため、「1-1」に振り直され、「1」は一宮稲沢北ICに改めて振られた）。
将来的に本線が延伸された際に備えて、接続する支線に枝番を振る例もある（長崎多良見ICから分岐する長崎バイパスなど。のちに長崎自動車道本線が開通した）。既存のインターチェンジがダイヤモンド型であり、その間にジャンクションなどのほかの施設が追加された場合に、枝番を振る例もある（札幌JCTのほか、清洲JCT、東海JCTなど）。名古屋第二環状自動車道は元々は東名阪自動車道の一部であり、名古屋西JCTからそのまま東名阪道亀山方面に向かって番号が振られているが、のち飛島JCT方面の支線が開通した際に途中のICの番号を枝番とせず、東名阪自動車道方面と同様に番号を振っている。
四国の高速道路も付番方法が特殊であり、基本的な割り当てルールに当てはまらない。
ほかの道路と接続がない場合、接続されるまでインターチェンジ番号が振られないこともある。また、後から既開通区間の番号が新規開通区間に合わせて振り直されることもある（宇佐別府道路など）。
なお、1972年ごろまでは明確な番号割り当てルールがなく、各路線ごとに番号割り当てルールが決められていた。
1つのインターチェンジに1つの番号を割り当てられるが、中国豊中ICと中国池田IC(2)や瀬田東ICと瀬田西IC(30-1、後に30-2)村山名取IC、村山本飯田IC(20-1、後に20-2)のように相互利用出来ないハーフインターチェンジ同士を1つのインターチェンジとみなして共通の番号を振る例や、逆に京都南IC(下り線出口・33)・(上り線第1出口33-1)・(上り線第2出口33-2)のように1つのインターチェンジで複数の番号を振る場合もある。
また、ここでいうインターチェンジ番号は料金所番号とは異なる。

### 利便増進施設の占用
1998年9月の道路法改正により、高速自動車国道または自動車専用道路の連結路附属地（インターチェンジの敷地）に、食事施設、購買施設その他これらに類する施設（これらは「利便増進施設」と総称される）の事業者を公募して、占用料を徴収したうえで占用を許可できるようになった。同年12月、沼田ICと袋井ICにおけるコンビニエンスストアの開業を皮切りに、各地で事業化された。

### 有料道路におけるインターチェンジの付帯設備

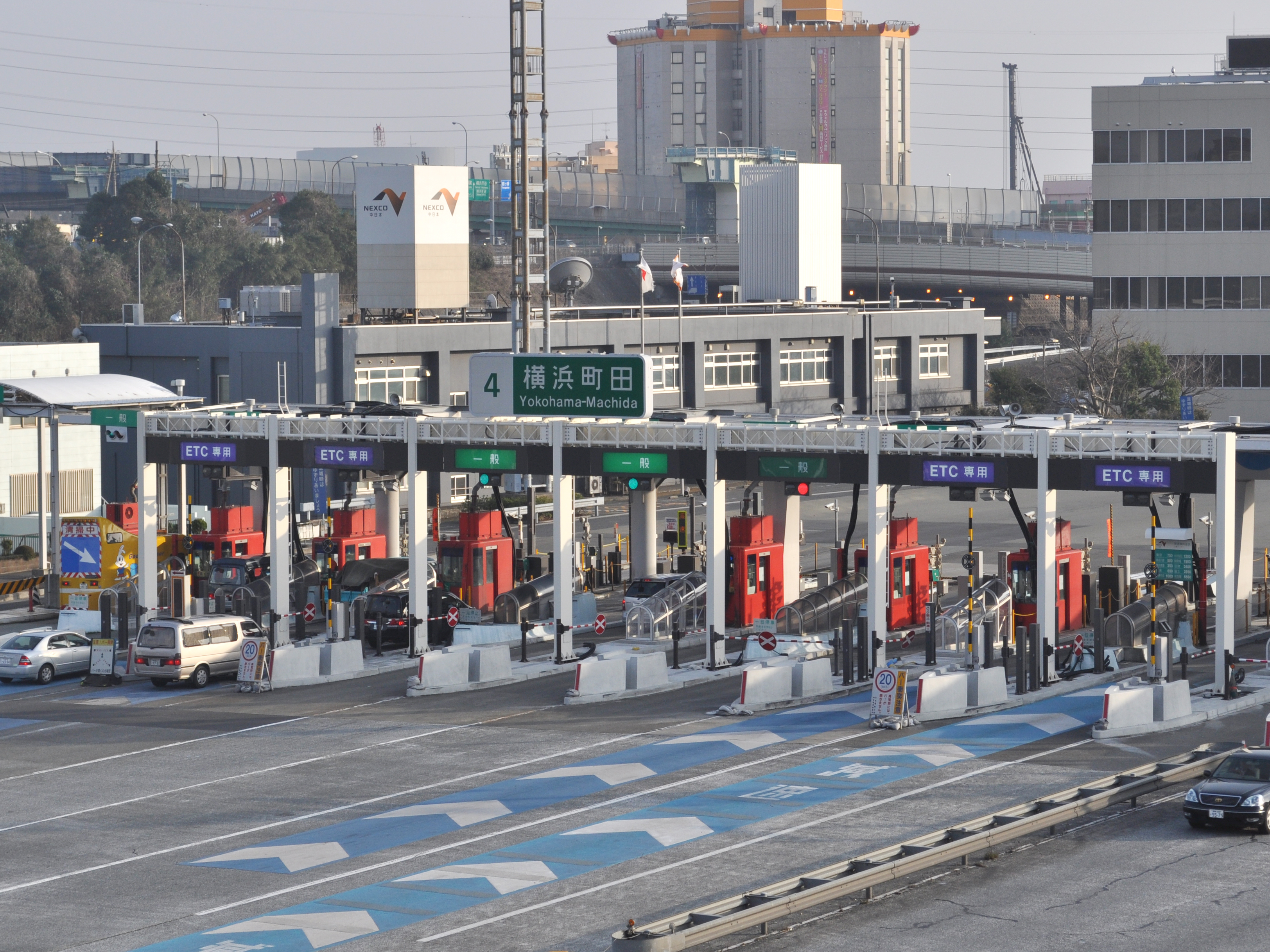
横浜町田インターチェンジの料金所

有料道路のインターチェンジには料金所や検札所が設けられることが多い。料金所の種類としては、有人によるもの（係員が発券、料金の徴収などを行うもの）、ETC設備によるもの、なんらかの機器により自動で発券・料金徴収を行うものがある。また、高速バスのためのバス停やサービスエリア（SA）やパーキングエリア（PA）と併設されることもある。
積載物重量制限を超過した大型車両などを高速道路へ乗入れさせないため、インターチェンジの料金所の手前には軸重量計が設置されており、重量制限オーバーの過積載車両を1台ずつチェックしている。検問に引っかかった過積載車両は、いったん料金所のゲートを通したあとで隅に寄せ、そこで設置された重量計で再チェックを受けて超過車両は一般道へ再び帰す仕組みである。ただし、制限を超える積載物を運搬したい場合は、道路管理者の特別な許可を得ていれば、通行時間や運航速度の制限を受けることになるが高速道路に乗り入れて通行することができる。
出入り口を増やす社会実験として、2005年よりSAやPAなどにETC専用の出入り口「スマートインターチェンジ」が設けられており、2009年1月現在、31か所が実験期間終了後に恒久化されている。

### 暫定的なインターチェンジ
一般的にインターチェンジは恒久運用を前提として設置されるが、短期間（数か月〜数年）の供用を目的とした「仮出入口」として設置される場合がある。
主に未開通区間や長期通行止め区間が存在する際、末端インターと市街地もしくは最速ルートとなる一般道が離れている場合などに利便性改善のために設けられる。また、国際科学技術博覧会（科学万博）の開催にともない一時的に開設された例（常磐自動車道谷田部仮出口）もある。一定の期限（開通や通行止め解除）が来ると閉鎖される場合が多いが、閉鎖せずに正規インターチェンジに昇格する場合や、閉鎖後に正規インターチェンジとして再整備される場合もある（例：東北中央自動車道 毒沢仮出入口は、開通後、正規インターチェンジに昇格され、川原子ICとなった）。

### 乗り継ぎ制度
日本の有料道路の料金は、走行距離が長くなるほど単価が割安になる「長距離逓減制」を適用しており、一般道に迂回するとこれが途絶えて迂回しなかった場合よりも割高になるケースがあるため、通行止めの場合には通行止めの起点（もしくはその1つ手前）となるインターチェンジで降り、通行止めの終点となるインターチェンジで乗り直した場合に料金の調整が受けられる（場合によっては、復旧・修繕工事により大渋滞が予想される場合も適用される場合がある）。
また2015年以降、ETC車を対象に指定のインターチェンジで流出して道の駅またはガソリンスタンドに立ち寄り、同じインターチェンジから順方向に向かうことで流出せず走行した場合と同じ料金に調整する社会実験も開始されている。

## 欧米のインターチェンジ

### アメリカ
アメリカでは約5kmの間隔でインターチェンジが配置されている。
アメリカの高速道路（ハイウェイ）の場合は、インターチェンジ（出口）およびジャンクションに基本的に州ごとにマイル数（マイルポスト）に対応する数字でナンバリングを行っている。同一インターチェンジに複数出口があるときは数字の後にアルファベットがつけられる（例：1A, 1B, …）。アメリカは日本より圧倒的に面積が大きく、道路の路線延長も長いため、このような附番であると途中に追加されても基本的に振り直しの必要がない、目的地までの距離がある程度わかるなどのメリットが生じる。
なお、IC入口の案内標識には路線番号がつけられているがIC番号はつけられていない。

### ドイツ
1935年のアウトバーン建設の際に一般道路との接続施設は平均10kmの間隔で設置することとされた。戦後、インターチェンジの数は増加しているが、アウトバーンの性格によっても間隔は異なり、約7kmの間隔で配置されているという報告や、大都市圏には3〜4kmや2kmの例もあるという情報がある。
ドイツではインターチェンジ（出口）及びジャンクションに起点から終点に向けて連番でナンバリングを行っている。

### フランス
フランスではインターチェンジ（出口）に起点から終点に向けて連番でナンバリングを行っている。

### イギリス
イギリスではインターチェンジ（入口・出口）およびジャンクションに起点から終点に向けて連番でナンバリングを行っている。

## アジア諸国のインターチェンジ

### 中華人民共和国のインターチェンジ
中国の高速道路のインターチェンジには番号が割り振られており、通常起点を1番とした通し番号となっている。

### 大韓民国のインターチェンジ
韓国ではインターチェンジ（出口）およびジャンクションに起点から終点に向けて連番でナンバリングを行っている。